# Mounir Al-Qadiri Al-Boutchichi
 (août 2025).
Motif : Article prématuré ?
- Archive Wikiwix
- Bing
- Cairn
- DuckDuckGo
- E. Universalis
- Gallica
- Google
- G. Books
- G. News
- G. Scholar
- Persée
- Qwant
- (zh) Baidu
- (ru) Yandex

| 1. | Préciser le motif de la pose du bandeau. | Précisez le motif de la pose du bandeau en utilisant la syntaxe suivante : {{admissibilité à vérifier\|date=août 2025\|motif=remplacez ce texte par le motif}}                                      |
| 2. | Informer les utilisateurs concernés.     | Pensez à avertir le créateur de l'article, par exemple, en insérant le code ci-dessous sur sa page de discussion : {{subst:avertissement admissibilité à vérifier\|Mounir Al-Qadiri Al-Boutchichi}} |

 (août 2025).
Mounir Al-Qadiri Al-Boutchichi, également orthographié Moulay Mounir El Kadiri Boudchich, est un intellectuel et maître spirituel soufi marocain contemporain. Il est issu d’une lignée prestigieuse de maîtres soufis et a joué un rôle central au sein de la Qadiriyya Boutchichiyya, une importante confrérie soufie marocaine. Il est également fondateur et président de la Fondation Al Moultaqa.  À la suite du décès de son père, Jamal Al-Qadiri Al-Boutchichi, le 8 août 2025, Mounir est désigné comme successeur spirituel en vertu du testament (wasiya) laissé par son père et en conformité avec la wasiya antérieure du maître soufi Sidi Hamza.

## Biographie

### Origines et formation
Mounir Al-Qadiri Al-Boutchichi est le fils de Jamal Al-Qadiri Al-Boutchichi (1942-2025) et le petit-fils de Hamza al Qadiri al Boutchichi (1922-2017), tous deux anciens guides de la Tariqa Qadiriyya Boutchichiyya. Il a grandi à la Zaouïa de Madagh, dans la province de Berkane.
Il détient :
- une licence en lettres de l’université d’Oujda (1994) ;
- un diplôme en droit islamique de l’Institut Dar al-Hadith al-Hassania à Rabat (1996) ;
- un master en anthropologie sociale obtenu en France (2001) ;
- un doctorat en sciences religieuses de l’École pratique des hautes études (Sorbonne, Paris, 2005), avec une thèse intitulée Communication et soufisme.

### Fondation Al Moultaqa
En 2015, il fonde la Fondation Al Moultaqa, une organisation à but non lucratif œuvrant pour :
- la promotion de la citoyenneté responsable,
- le soutien à l’économie sociale et solidaire ainsi qu’à l’écologie,
- le dialogue interculturel et la paix.

La fondation organise notamment la Rencontre mondiale du soufisme et le Village solidaire, sous le haut patronage de Mohammed VI.

### Engagement spirituel
Il  occupe un rôle de premier plan au sein de la Qadiriyya Boutchichiyya, en poursuivant l’enseignement du soufisme selon l’approche spirituelle transmise par ses aïeux. Il met l’accent sur les valeurs éthiques universelles, le développement du capital humain et l’ancrage dans les traditions marocaines.